# Fábrica de diplomas
Uma fábrica de diplomas ou fábrica de graduação é uma empresa ou organização que afirma ser uma instituição de ensino superior, mas oferece graduação acadêmica e diplomas ilegítimos mediante o pagamento de uma taxa.
As graduações podem ser fabricadas (inventadas), falsificadas (falsas) ou desvirtuadas (praticamente inúteis). 
Algumas fábricas de diplomas também desempenharam um papel na criação de órgãos de credenciamento não reconhecidos. Também podem alegar que avaliam o histórico de trabalho ou exigem a apresentação de uma tese ou dissertação para avaliação. As fábricas de diploma são frequentemente apoiadas por fábricas de credenciamento, criadas com o objetivo de fornecer uma aparência de autenticidade.

## Terminologia
O termo "fábrica de diplomas" denota originalmente uma instituição que fornece diplomas de forma intensiva e com fins lucrativos, como uma fábrica.
O termo popularizou-se a partir dos anos de 1970 com a massificação do ensino universitário.
Embora os termos "fábrica de diplomas" e "fábrica de graduação" sejam comumente usados de forma intercambiável, normalmente é feita uma distinção no meio acadêmico. Uma "fábrica de diplomas" emite diplomas de instituições não credenciadas que podem ser legais em alguns Estados, mas geralmente são ilegítimas, enquanto uma "fábrica de diplomas" emite diplomas falsificados com nomes de universidades reais.
O termo "fábrica de diplomas" também pode ser usado pejorativamente para descrever uma instituição legítima com baixos padrões de admissão acadêmica e uma baixa taxa de colocação de emprego, como escolas com fins lucrativos.

## Características
As fábricas de diploma compartilham uma série de características que as diferenciam de instituições respeitadas, embora algumas instituições legítimas possam apresentar algumas das mesmas características.

## Credibilidade e autenticidade
Em março de 2002, o Japão enviou uma nota à OMC acentuando a necessidade de "manutenção e melhoria da qualidade das atividades de pesquisa de cada Estado Membro [...] proteger os consumidores quanto
à prestação de serviços de baixa qualidade [...] medidas para
garantir a equivalência internacional dos diplomas [...] levar
em consideração as diferentes funções dos governos nacionais,
em razão das diferentes estruturas administrativas, contextos
sociais e níveis de desenvolvimento" (DIAS, 2002).
A nota alerta ainda alerta para a necessidade de proteger os consumidores contra as fábricas de diplomas, e "propõe a construção de
uma rede internacional de informação sobre os serviços
do ensino superior e investimentos em pesquisas de avaliação universitária".
Algumas fábricas de diploma reivindicam o credenciamento por uma agência de credenciamento enquanto se referem a si mesmas como sendo "totalmente credenciadas". As fábricas de credenciamento com sede nos Estados Unidos podem modelar seus websites com base em agências de credenciamento reais supervisionadas pelo Conselho de Credenciamento de Educação Superior (Council for Higher Education Accreditation – CHEA). Outra manobra típica é que as fábricas afirmam ser reconhecidas internacionalmente por organizações como a UNESCO. A UNESCO, entretanto, não possui autoridade para reconhecer ou credenciar instituições ou agências de ensino superior e publica advertências contra organizações de educação que reivindicam reconhecimento ou afiliação a ela;e recomendo explicitamente combater nos âmbitos nacional e internacional
Algumas fábricas anunciam outros indicadores de autenticidade que não são relevantes para as credenciais acadêmicas. Por exemplo, a University of Northern Washington anuncia que seus diplomas são "atestados e selados quanto à autenticidade por um notário público nomeado pelo governo".
As fábricas de diplomas costumam receber nomes que parecem confusamente semelhantes aos de instituições acadêmicas credenciadas de prestígio. Embora a lei de marcas registradas seja projetada para evitar essa situação, as fábricas de diploma continuam a empregar vários métodos para evitar recursos legais.  Diversas fábricas de diplomas adotam nomes britânicos, semelhantes mas não idênticos aos nomes de universidades legítimas, aparentemente para tirar vantagem da reputação do Reino Unido de educação de qualidade em outras partes do mundo. O website não pode ter um domínio .edu ou outro equivalente específico do país, uma vez que o registro de tais nomes é normalmente restrito.

## Instalações
Visto que as fábricas de diplomas oferecem pouco em termos de ensino, geralmente não há necessidade de instalações de ensino. A escola tende a não ter biblioteca, pessoal, publicações ou pesquisas. Em suma, muito pouco do que é tangível pode ser encontrado sobre a instituição.